# The Actors
The Actors es una película irlandesa de comedia de 2003 dirigida por Conor McPherson y protagonizada por Michael Caine y Dylan Moran.

## Sinopsis
Es una clásica travesura cómica en que dos actores, el envejecido y arrogante O'Malley (Michael Caine) y el joven aspirante Tom (Dylan Moran), están buscando una válvula de escape por la humillación del repertorio de teatro. Mientras están representando la obra de Ricardo III (en un divertidísimo malentendido shakesperiano de la producción de Berlín), O'Malley traba una amistad con el gánster Bareller (Michael Gambon), se descubre que él debe una suma importante de dinero a un gánster misterioso en Londres, y planean un plan aparentemente infalible para conseguir dinero fácil. Para llevar a cabo la estafa, O'Malley convence a Tom de actuar como un mediador ilícito, que lo implica en la creación de varios disfraces y caracteres. Ayudado por la sobrina de Tom de 9 años (Abigail Iversen), este dúo descubre un talento para el crimen que ellos nunca habían interpretado. Surgen complicaciones cuando Tom se enamora de la hija de Bareller, Dolores (Lena Headey), ya que O'Malley está de igual modo enamorado de ella. Cuando los gánsgters llegan para hacer efectiva la deuda, dirigida por la peligrosa y atractiva Magnani (Miranda Richardson), los actores, que se han convertido en criminales, encuentran una trama complicada que les va a llevar al límite.

## Reparto
- Michael Caine como Anthony O'Malley
- Dylan Moran como Tom Quirk
- Michael Gambon como Barreller
- Lena Headey como Dolores
- Miranda Richardson como Mrs. Magnani